# Laura (Ohio)
Laura è un villaggio della contea di Miami, nello stato dell'Ohio, Stati Uniti d'America.